# Silver Session for Jason Knuth
Silver Session for Jason Knuth je EP americké rockové kapely Sonic Youth, které vyšlo v roce 1998. Na albu zní jen kytara za občasného přispění bicích. Jason Knuth byl fanoušek Sonic Youth, který spáchal sebevraždu. Výtěžek z celého alba byl věnován sanfranciské nadaci, která se snažila sebevraždám lidí předcházet.

## Skladby
1. "Silver Panties" – 4:27
2. "Silver Breeze" – 1:19
3. "Silver Flower" – 4:48
4. "Silver Wax Lips" – 4:20
5. "Silver Loop" – 4:25
6. "Silver Shirt" – 7:17
7. "Silver Son" – 1:43
8. "Silver Mirror" – 2:44